# Tamshiyacu
Tamshiyacu est une ville de la province de Maynas, Région de Loreto, en Amazonie péruvienne, bordant l'Amazone.
Son nom provient de deux termes Quechua, le premier "Tamshi" représentant une liane très présente dans la région et utilisée dans l'artisanat, le deuxième "Yacu" signifiant eau.
C'est la capitale du district Fernando Lores (4 476,19 km², 20 759 habitants). 
La grande ville la plus proche est Iquitos, située en aval sur l'autre rive de l'Amazone.
Une route est actuellement en construction pour relier Tamshiyacu au Brésil et ainsi désenclaver la région.